# هوانگجیانگ، گوانگدونگ
هوانگجیانگ، گوانگدونگ (به لاتین: Huangjiang) یک شهرک در جمهوری خلق چین است که در دونگوان واقع شده‌است.